# Классный чин
Кла́ссный чин — в России — установленные федеральным законом или иным правовым актом степень, класс, квалификация (одна из трёх в пределах группы должностей или одна из пятнадцати в пределах пяти групп) пригодности должностного лица для той или иной деятельности на основе наличия у него необходимых знаний, навыков и умений.
Чины, систематически изложенные в Табели о рангах, были упразднены после революции. В советское время классные чины были снова введены в 1943 году для прокурорско-следственных работников. В настоящее время действует таблица соотношения классных чинов федеральной государственной гражданской службы, воинских и специальных званий, классных чинов прокурорских работников и классных чинов юстиции, утверждённая указом президента Российской Федерации от 1 февраля 2005 года № 113 «О порядке присвоения и сохранения классных чинов государственной гражданской службы Российской Федерации федеральным государственным гражданским служащим».
Согласно ст. 5, 7 и 13 Федерального закона № 58-ФЗ «О системе государственной службы Российской Федерации» классные чины присваиваются служащим:
- федеральной государственной гражданской службы
- государственной гражданской службы субъектов Российской Федерации
- правоохранительной службы

а также, в соответствии со ст. 9.1 Федерального закона № 25-ФЗ «О муниципальной службе в Российской Федерации» гражданским служащим
- муниципальной службы.

## Классные чины государственной гражданской службы Российской Федерации

Погон Минтранс
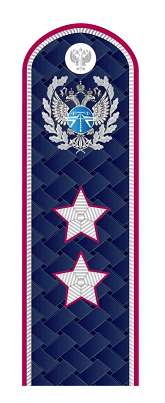
Погон Росавтодор
Погон Роспотребнадзор
Погон Росприроднадзор
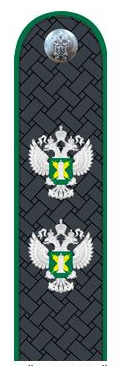
Погон Россельхознадзор
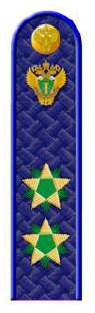
Погон Ростехнадзор
Погон Ространснадзор
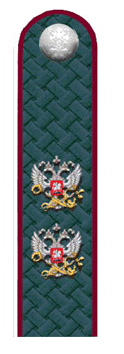
Погон Федеральная налоговая служба

Погон Минтранс
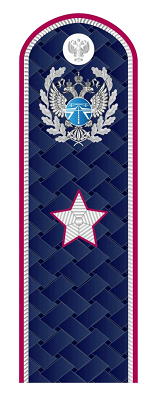
Погон Росавтодор
Погон Роспотребнадзор
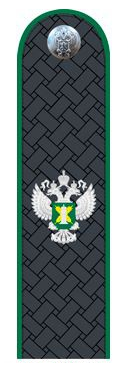
Погон Россельхознадзор
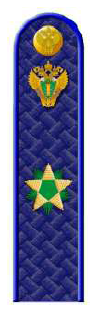
Погон Ростехнадзор
Погон Ространснадзор
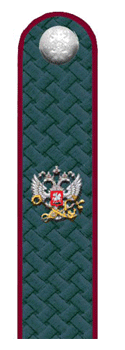
Погон Федеральная налоговая служба

Погоны (с полем из галуна защитного цвета) разной классности на примере минобороны РФ
Согласно ст. 11 Федерального закона № 79-ФЗ «О государственной гражданской службе Российской Федерации», в России установлены следующие классные чины государственной гражданской службы:
Высшая группа
- действительный государственный советник Российской Федерации 1 класса;
- действительный государственный советник Российской Федерации 2 класса;
- действительный государственный советник Российской Федерации 3 класса;

Главная группа
- государственный советник Российской Федерации 1 класса;
- государственный советник Российской Федерации 2 класса;
- государственный советник Российской Федерации 3 класса;

Ведущая группа
- советник государственной гражданской службы Российской Федерации 1 класса;
- советник государственной гражданской службы Российской Федерации 2 класса;
- советник государственной гражданской службы Российской Федерации 3 класса;

Старшая группа
- референт государственной гражданской службы Российской Федерации 1 класса;
- референт государственной гражданской службы Российской Федерации 2 класса;
- референт государственной гражданской службы Российской Федерации 3 класса;

Младшая группа
- секретарь государственной гражданской службы Российской Федерации 1 класса;
- секретарь государственной гражданской службы Российской Федерации 2 класса;
- секретарь государственной гражданской службы Российской Федерации 3 класса.

Погоны действительного государственного советника РФ 1 класса

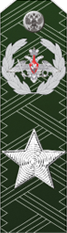
Погон Минобороны России
Погон Минтранс России
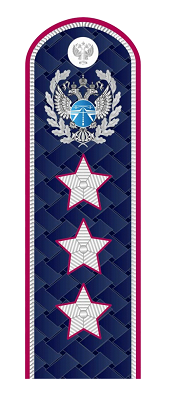
Погон Росавтодор
Погон Роспотребнадзор
Погон Росприроднадзор
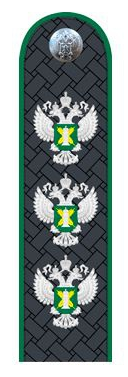
Погон Россельхознадзор
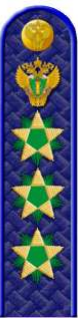
Погон Ростехнадзор
Погон Ространснадзор
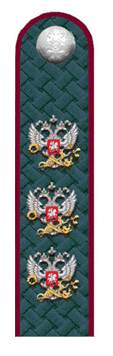
Погон Федеральная налоговая служба

Погоны Действительного государственного советника РФ 2 класса
- Погон
Минтранс
- Погон
Росавтодор
- Погон
Роспотребнадзор
- Погон
Росприроднадзор
- Погон
Россельхознадзор
- Погон
Ростехнадзор
- Погон
Ространснадзор
- Погон
Федеральная налоговая служба

Погоны Действительного государственного советника РФ 3 класса
- Погон
Минтранс
- Погон
Росавтодор
- Погон
Роспотребнадзор
- Погон 
Россельхознадзор
- Погон
Ростехнадзор
- Погон
Ространснадзор
- Погон
Федеральная налоговая служба

## Классные чины муниципальных служащих
Классные чины муниципальных служащих указывают на соответствие уровня профессиональной подготовки муниципальных служащих квалификационным требованиям для замещения должностей муниципальной службы.
Муниципальным служащим присваиваются следующие классные чины:
- секретарь муниципальной службы 3, 2, 1 класса — муниципальным служащим, замещающим должности муниципальной службы младшей группы;
- референт муниципальной службы 3, 2, 1 класса — муниципальным служащим, замещающим должности муниципальной службы старшей группы;
- советник муниципальной службы 3, 2, 1 класса — муниципальным служащим, замещающим должности муниципальной службы ведущей группы;
- муниципальный советник 3, 2, 1 класса — муниципальным служащим, замещающим должности муниципальной службы главной группы;
- действительный муниципальный советник 3, 2, 1 класса — муниципальным служащим, замещающим должности муниципальной службы высшей группы.

Отношения, связанные с определением правового положения (статуса) муниципальных служащих регулируются Федеральным законом Российской Федерации от 2 марта 2007 г. № 25-ФЗ «О муниципальной службе в Российской Федерации», но он не устанавливает конкретные классные чины.
В Московской области классные чины регулируются Законом Московской области № 137/2007-ОЗ «О муниципальной службе в Московской области», имеются:
- референт муниципальной службы Московской области 3, 2, 1 класса — муниципальным служащим, замещающим младшие должности муниципальной службы;
- старший референт муниципальной службы Московской области 3, 2, 1 класса — муниципальным служащим, замещающим старшие должности муниципальной службы;
- советник муниципальной службы Московской области 3, 2, 1 класса — муниципальным служащим, замещающим ведущие должности муниципальной службы;
- муниципальный советник муниципальной службы Московской области 3, 2, 1 — муниципальным служащим, замещающим главные должности муниципальной службы;
- действительный муниципальный советник Московской области 3, 2, 1 класса — муниципальным служащим, замещающим высшие должности муниципальной службы.

В Санкт-Петербурге классные чины регулируются Законом Санкт-Петербурга от 15 февраля 2000 года № 53-8 «О регулировании отдельных вопросов муниципальной службы в Санкт-Петербурге»:
- для высших должностей муниципальной службы — действительный муниципальный советник 1 и 2 классов;
- для главных должностей муниципальной службы — главный муниципальный советник 1 и 2 классов;
- для ведущих должностей муниципальной службы — муниципальный советник муниципальной службы 1 и 2 классов;
- для старших должностей муниципальной службы — советник муниципальной службы 1 и 2 классов;
- для младших должностей муниципальной службы — референт муниципальной службы 1 и 2 классов.

## Классные чины правоохранительной службы

### Классные чины прокурорских работников
Согласно Указу Президента Российской Федерации от 21 ноября 2012 года № 1563 «О классных чинах прокурорских работников органов и организаций прокуратуры Российской Федерации», в России установлены следующие классные чины прокурорских работников:
|                                    | Средний начальствующий состав | Средний начальствующий состав | Средний начальствующий состав | Средний начальствующий состав | Старший начальствующий состав | Старший начальствующий состав | Старший начальствующий состав |
| ---------------------------------- | ----------------------------- | ----------------------------- | ----------------------------- | ----------------------------- | ----------------------------- | ----------------------------- | ----------------------------- |
| Погоны к повседневной форме одежды |                               |                               |                               |                               |                               |                               |                               |
| Классный чин                       | Юрист 3 класса                | Юрист 2 класса                | Юрист 1 класса                | Младший советник юстиции      | Советник юстиции              | Старший советник юстиции      |                               |
|                                    |                               |                               |                               |                               |                               |                               |                               |

|                                    | Высший начальствующий состав              | Высший начальствующий состав              | Высший начальствующий состав              | Высший начальствующий состав                    |
| ---------------------------------- | ----------------------------------------- | ----------------------------------------- | ----------------------------------------- | ----------------------------------------------- |
| Погоны к повседневной форме одежды |                                           |                                           |                                           |                                                 |
| Классный чин                       | Государственный советник юстиции 3 класса | Государственный советник юстиции 2 класса | Государственный советник юстиции 1 класса | Действительный государственный советник юстиции |

Разделение классных чинов прокурорских работников на группы не устанавливается.
Порядок присвоения классных чинов прокурорским работникам установлен указом Президента России.

### Классные чины юстиции (Минюст России)
Классные чины Министерства юстиции Российской Федерации установлены Указом Президента Российской Федерации № 1554 от 19 ноября 2007 года «О порядке присвоения и сохранения классных чинов юстиции лицам, замещающим государственные должности Российской Федерации и должности федеральной государственной гражданской службы, и установлении федеральным государственным гражданским служащим месячных окладов за классный чин в соответствии с присвоенными им классными чинами юстиции».
В Российской Федерации установлены следующие классные чины юстиции:
Высшая группа:
- действительный государственный советник юстиции Российской Федерации;
- действительный государственный советник юстиции Российской Федерации 1 класса;
- действительный государственный советник юстиции Российской Федерации 2 класса;
- действительный государственный советник юстиции Российской Федерации 3 класса;

Главная группа:
- государственный советник юстиции Российской Федерации 1 класса;
- государственный советник юстиции Российской Федерации 2 класса;
- государственный советник юстиции Российской Федерации 3 класса;

Ведущая группа:
- советник юстиции 1 класса;
- советник юстиции 2 класса;
- советник юстиции 3 класса;

Старшая группа:
- юрист 1 класса;
- юрист 2 класса;
- юрист 3 класса.

## Таблица соотношения классных чинов и званий
Соотношение чинов и званий установлено Указом Президента России от 1 февраля 2005 года № 113 «О порядке присвоения и сохранения классных чинов государственной гражданской службы Российской Федерации федеральным государственным гражданским служащим» (таблица соотношения введена дополнительно Указом от 07.06.2011 г. № 720, изменена в 2013 г.) и указом Президента Российской Федерации от 14 января 2011 года № 38 «Вопросы деятельности Следственного комитета Российской Федерации» (изложена в редакции согласно указу Президента России от 30 сентября 2013 года № 744).
| №  | Классный чин федеральной государственной гражданской службы                | Воинское звание                                                           | Специальное звание | Классный чин юстиции | Классный чин прокурорских работников                                                       |
| -- | -------------------------------------------------------------------------- | ------------------------------------------------------------------------- | --- | --- | ------------------------------------------------------------------------------------------ |
| 1  | Действительный государственный советник Российской Федерации 1 класса      | генерал армии, адмирал флота, генерал-полковник, адмирал                  | генерал полиции Российской Федерации, генерал внутренней службы Российской Федерации, генерал юстиции Российской Федерации, действительный государственный советник таможенной службы Российской Федерации, генерал-полковники: полиции, внутренней службы, юстиции, таможенной службы | действительный государственный советник юстиции Российской Федерации, действительный государственный советник юстиции Российской Федерации 1 класса | действительный государственный советник юстиции, государственный советник юстиции 1 класса |
| 2  | Действительный государственный советник Российской Федерации 2 класса      | генерал-лейтенант, вице-адмирал                                           | генерал-лейтенанты: полиции (милиции), внутренней службы, юстиции, таможенной службы | действительный государственный советник юстиции Российской Федерации 2 класса                                                                       | государственный советник юстиции 2 класса                                                  |
| 3  | Действительный государственный советник Российской Федерации 3 класса      | генерал-майор, контр-адмирал                                              | генерал-майоры: полиции (милиции), внутренней службы, юстиции, таможенной службы | действительный государственный советник юстиции Российской Федерации 3 класса                                                                       | государственный советник юстиции 3 класса                                                  |
| 4  | Государственный советник Российской Федерации 1 класса                     | полковник, капитан 1 ранга                                                | полковники: полиции (милиции), внутренней службы, юстиции, таможенной службы | государственный советник юстиции Российской Федерации 1 класса                                                                                      | старший советник юстиции                                                                   |
| 5  | Государственный советник Российской Федерации 2 класса                     | подполковник, капитан 2 ранга                                             | подполковники: полиции (милиции), внутренней службы, юстиции, таможенной службы | государственный советник юстиции Российской Федерации 2 класса                                                                                      | советник юстиции                                                                           |
| 6  | Государственный советник Российской Федерации 3 класса                     | майор, капитан 3 ранга                                                    | майоры: полиции (милиции), внутренней службы, юстиции, таможенной службы | государственный советник юстиции Российской Федерации 3 класса                                                                                      | младший советник юстиции                                                                   |
| 7  | Советник государственной гражданской службы Российской Федерации 1 класса  | капитан, капитан-лейтенант                                                | капитаны: полиции (милиции), внутренней службы, юстиции, таможенной службы | советник юстиции 1 класса | юрист 1 класса                                                                             |
| 8  | Советник государственной гражданской службы Российской Федерации 2 класса  | старший лейтенант                                                         | старшие лейтенанты: полиции (милиции), внутренней службы, юстиции, таможенной службы | советник юстиции 2 класса | юрист 2 класса                                                                             |
| 9  | Советник государственной гражданской службы Российской Федерации 3 класса  | лейтенант                                                                 | лейтенанты: полиции (милиции), внутренней службы, юстиции, таможенной службы | советник юстиции 3 класса | юрист 3 класса                                                                             |
| 10 | Референт государственной гражданской службы Российской Федерации 1 класса  | младший лейтенант                                                         | младшие лейтенанты: полиции (милиции), внутренней службы, юстиции, таможенной службы | юрист 1 класса | младший юрист                                                                              |
| 11 | Референт государственной гражданской службы Российской Федерации 2 класса  | старший прапорщик, старший мичман                                         | старшие прапорщики: полиции (милиции), внутренней службы, юстиции, таможенной службы | юрист 2 класса | Нет                                                                                        |
| 12 | Референт государственной гражданской службы Российской Федерации 3 класса  | прапорщик, мичман                                                         | прапорщики: полиции (милиции), внутренней службы, юстиции, таможенной службы | юрист 3 класса | Нет                                                                                        |
| 13 | Секретарь государственной гражданской службы Российской Федерации 1 класса | старшина, главный корабельный старшина, старший сержант, главный старшина | старшины: полиции (милиции), внутренней службы, юстиции, старшие сержанты: полиции (милиции), внутренней службы, юстиции | Нет | Нет                                                                                        |
| 14 | Секретарь государственной гражданской службы Российской Федерации 2 класса | сержант, старшина 1 статьи, младший сержант, старшина 2 статьи            | сержанты: полиции (милиции), внутренней службы, юстиции, младшие сержанты: полиции (милиции), внутренней службы, юстиции | Нет | Нет                                                                                        |
| 15 | Секретарь государственной гражданской службы Российской Федерации 3 класса | ефрейтор, старший матрос, рядовой, матрос                                 | рядовые: полиции (милиции), внутренней службы, юстиции | Нет | Нет                                                                                        |